# 33e congrès de la CDU
Le 33e congrès de la CDU a élu en 2021 le successeur d'Annegret Kramp-Karrenbauer à la tête de l'Union chrétienne-démocrate d'Allemagne (CDU). Il se tient les 15 et 16 janvier 2021, sous la forme d’un congrès virtuel pour élire un nouveau président et potentiel candidat à la chancellerie en 2021. La CDU, qui avait dû repousser à deux reprises cette assemblée, a communiqué les dates et le format choisis dans un message sur Twitter. Le congrès des délégués se tient en visioconférence en raison de la pandémie de Covid-19 qui a contraint l'Allemagne à imposer un confinement partiel jusqu'au 10 janvier.

## Dates
Le congrès est dans un premier temps prévu le 25 avril 2020. Toutefois, en raison de la pandémie de maladie à coronavirus, le congrès est reporté au 4 décembre suivant,, puis aux 15 et 16 janvier 2021.

## Résultats
| Candidats                 | Candidats                 | 1er tour[réf. nécessaire] | 1er tour[réf. nécessaire] | 2d tour | 2d tour |
| Candidats                 | Candidats                 | Voix                      | %                         | Voix    | %       |
| ------------------------- | ------------------------- | ------------------------- | ------------------------- | ------- | ------- |
|                           | Armin Laschet             | 380                       | 38,42                     | 521     | 52,79   |
|                           | Friedrich Merz            | 385                       | 38,93                     | 466     | 47,21   |
|                           | Norbert Röttgen           | 224                       | 22,65                     |         |         |
|                           |                           |                           |                           |         |         |
| Votes valides             | Votes valides             | 989                       | 99,70                     | 987     | 99,60   |
| Votes blancs et invalides | Votes blancs et invalides | 3                         | 0,30                      | 4       | 0,40    |
| Total                     | Total                     | 992                       | 100                       | 991     | 100     |